# Danh sách nhà máy nhiệt điện khí tại Việt Nam
Đây là Danh sách các nhà máy nhiệt điện khí tại Việt Nam.
Nguồn: Cập nhật dữ liệu từ báo cáo của Bộ Công Thương 58/BC-CBT, cập nhật từ Quyết định 125/QD-DTDL, cập nhật với các thông cáo báo chí.
Viết tắt:
- TBKHH: Nhà máy tuốc bin khí chu trình hỗn hợp
- BOT: Build-Operate-Transfer: xây dựng-vận hành-chuyển giao

| Nhà máy nhiệt điện          | Tên gọi khác (nếu có)       | Nhà đầu tư | Công suất (MW) | Trạng thái                    | Tỉnh       | Ngày đóng lưới | Nguồn                                          | Chú thích |
| --------------------------- | --------------------------- | --- | -------------- | ----------------------------- | ---------- | -------------- | ---------------------------------------------- | --------- |
| TBKHH Ô Môn III             |                             | EVN (ODA) | 1x750          | giấy phép trước/được cấp phép | Cần Thơ    | 2025           | Báo cáo 58/BC-CBT phụ lục hàng I.13            |           |
| TBKHH Ô Môn IV              |                             | EVN | 1x750          | giấy phép trước/được cấp phép | Cần Thơ    | 2023           | Báo cáo 58/BC-CBT phụ lục hàng I.14            |           |
| TBKHH Dung Quất I           |                             | EVN | 750            | giấy phép trước/được cấp phép | Quảng Ngãi | 2024           | Báo cáo 58/BC-CBT phụ lục hàng I.19            |           |
| TBKHH Dung Quất III         |                             | EVN | 750            | giấy phép trước/được cấp phép | Quảng Ngãi | 2025           | Báo cáo 58/BC-CBT phụ lục hàng I.20            |           |
| TBKHH Nhơn Trạch 3&4        |                             | PVN | 2x750          | giấy phép trước/được cấp phép | Đồng Nai   | 2023-2024      | Báo cáo 58/BC-CBT phụ lục hàng II.5            |           |
| TBKHH Kiên Giang 1&2        |                             | PVN | 2x750          | thông báo                     | Kiên Giang | Sau năm 2030   | Báo cáo 58/BC-CBT phụ lục hàng II.6            |           |
| TBKHH Miền Trung 1,2        |                             | PVN | 2x750          | giấy phép trước/được cấp phép | Quảng Nam  | 2024-2025      | Báo cáo 58/BC-CBT phụ lục hàng II.7            |           |
| TBKHH Sơn Mỹ II             |                             | Tập đoàn AES, PVGAS | 3x750          | thông báo                     | Bình Thuận | 2026-2028      | Báo cáo 58/BC-CBT phụ lục hàng II.8 và         |           |
| TBKHH Dung Quất II          |                             | BOT | 750            | thông báo                     | Quảng Ngãi | 2026           | Báo cáo 58/BC-CBT phụ lục hàng IV.12           |           |
| TBKHH Sơn Mỹ                |                             | Electricité De France (EDF), Kiushu, Sojitz, PAC                                                                                       | 3x750          | thông báo                     | Bình Thuận | 2028-2029      | Báo cáo 58/BC-CBT phụ lục hàng IV.15 và        |           |
| TBKHH Ô Môn II              |                             | Chưa có nhà đầu tư | 750            | thông báo                     | Cần Thơ    | 2026           | Báo cáo 58/BC-CBT phụ lục hàng VI.3            |           |
| Nhiệt điện khí LNG Cà Ná    |                             | Tập đoàn Gulf (Thái Lan) | 4x1500         | thông báo                     | Ninh Thuận | Không rõ       | [ 5 ]                                          |           |
| Nhiệt điện khí Cà Mau 1&2   |                             | Công ty Điện lực Dầu khí Cà Mau, đơn vị thành viên của PV Power                                                                        | 2x750          | vận hành                      | Cà Mau     | 2008           | và Quyết định 125/QD-DTDL phụ lục 3 hàng 22-23 |           |
| Nhiệt điện khí Nhơn Trạch 1 |                             | Công ty Điện lực Dầu khí Nhơn Trạch, đơn vị thành viên của PV Power                                                                    | 450            | vận hành                      | Đồng Nai   | 2009           | [ 7 ]                                          |           |
| TBKHH Nhơn Trạch 2          |                             | Công ty Cổ phần Điện lực Dầu khí Nhơn Trạch 2                                                                                          | 750            | vận hành                      | Đồng Nai   | 2011           | [ 8 ]                                          |           |
| Nhiệt điện khí LNG Bạc Liêu |                             | Delta Offshore Energy | 3200           | thông báo                     | Bạc Liêu   | Không rõ       | [ 9 ]                                          |           |
| Phú Mỹ 2.1                  |                             | Công ty Nhiệt điện Phú Mỹ, GENCO3 | 477            | vận hành                      | Vũng Tàu   | 1997           | và Quyết định 125/QD-DTDL phụ lục 1 hàng 15    |           |
| Bà Rịa                      |                             | Công ty Nhiệt điện Bà Rịa, GENCO 3 | 340            | vận hành                      | Vũng Tàu   | 1992-2002      | và Quyết định 125/QD-DTDL phụ lục 3 hàng 21    |           |
| Phú Mỹ 2.1 mở rộng          |                             | Công ty Nhiệt điện Phú Mỹ, GENCO 3 | 468            | vận hành                      | Vũng Tàu   | 1999           | và Quyết định 125/QD-DTDL phụ lục 1 hàng 15    |           |
| Phú Mỹ 4                    |                             | Công ty Nhiệt điện Phú Mỹ, GENCO 3 | 477            | vận hành                      | Vũng Tàu   | 2004           | và Quyết định 125/QD-DTDL phụ lục 1 hàng 16    |           |
| Phú Yên                     |                             | J-Power |                | thông báo                     | Phú Yên    |                | [ 13 ]                                         |           |
| Tổ hợp hóa lọc dầu Long Sơn | Tổ hợp hóa lọc dầu Miền Nam | Tập đoàn SCG (Thái Lan) | 2x10           | được cấp phép                 | Vũng Tàu   | 2023           | [ 14 ]                                         |           |
| Ô Môn                       |                             | EVNGENCO2 | 2x330          | vận hành                      | Cần Thơ    | 2009-2015      | [ 15 ] [ 16 ]                                  |           |
| Phú Mỹ 1                    |                             | Công ty Nhiệt điện Phú Mỹ, GENCO 3 | 1118           | vận hành                      | Vũng Tàu   | 2001           | và Quyết định 125/QD-DTDL phụ lục 1 hàng 14    |           |
| Phú Mỹ 3                    |                             | Công ty Điện lực TNHH BOT Phú Mỹ 3, SembCorp, Công ty SempCorp Utilities (Singapore), tổ hợp nhà thầu Kyushu và Nissho Iwai (Nhật Bản) | 720            | vận hành                      | Vũng Tàu   | 2004           | và Quyết định 125/QD-DTDL phụ lục 3 hàng 18    |           |
| Phú Mỹ 2.2                  |                             | Mekong Energy Company LTD, Electricité De France (EDF), Sumitomo, TEPCO                                                                | 720            | vận hành                      | Vũng Tàu   | 2005           | và Quyết định 125/QD-DTDL phụ lục 3 hàng 17    |           |
| Long Sơn                    |                             | EVNGENCO3 | 3x1200         | thông báo                     | Vũng Tàu   | 2019-2025      | [ 21 ]                                         |           |